# Leone N. Farrell
Clarice Leone Norwood Farrell (Monkland, Ontario, 13 d’abril de 1904 – Toronto, 24 de setembre de 1986) va ser una microbiòloga i bioquímica canadenca que, amb la seva recerca, va contribuir a la producció en massa de la vacuna de la poliomielitis que estava desenvolupant Jonas Salk, de manera que se’n va poder fer el primer gran assaig clínic de la seva eficàcia i seguretat.

## Biografia
Nascuda a Monkland, a la província canadenca d'Ontario, Leone N. Farrell va educar-se a Toronto, on es va graduar en química a la Universitat de Toronto i el 1929 va obtenir-hi un màster en zimologia, centrat en la química de la fermentació. Després de treballar de 1929 a 1931 al Consell Nacional de la Recerca del Canadà en un projecte sobre la microbiologia de la mel va anar al Regne Unit per estudiar el metabolisme dels fongs productors de penicil·lina a la London School of Hygiene and Tropical Medicine. El 1933, de nou a la Universitat de Toronto, va doctorar-se en bioquímica. El seu director de tesi va ser William Lash Miller, amb qui va seguir treballant un any i després va entrar a treballar com a ajudant de recerca en els Laboratoris Connaught de Recerca Mèdica (avui dia Sanofi Pasteur Canada), establerts des de 1914 a la Universitat de Toronto, en un principi per produir toxina antidiftèrica i posteriorment especialitzats en la producció i distribució d'altres productes de biotecnologia amb aplicació mèdica.
Als Laboratoris Connaught, Farrell va treballar al principi en la preparació de vacunes contra infeccions per estafilococs i contra la tos ferina. Per a la recerca, en els laboratoris calia disposar de cultius cel·lulars o de bacteris o virus en gran quantitat. Un grup de recerca va dissenyar un medi de cultiu sintètic per a la recerca en càncer que anys després va ser molt útil per fer-hi créixer cèl·lules i infectar-les amb el virus de la pòlio. Van anomenar-lo «Medi 199», pel nombre d'assajos que van fer fins a aconseguir-lo.
De manera paral·lela, Farrell va desenvolupar un sistema que es va conèixer com a «mètode de Toronto» per augmentar la producció dels cultius a gran escala de tipus específics de bacteris. Consistia a cultivar els bacteris en ampolles que contenien un medi líquid semisintètic i que es col·locaven en unes safates que se sotmetien a una agitació suau. Amb l'agitació, el cultiu es movia i airejava i el rendiment era molt superior. A començament de la dècada de 1940, Farrell va adaptar el mètode Toronto a la producció de vacuna de la tos ferina i en la dècada següent, amb alguna modificació, va servir per a la producció a gran escala de la vacuna de la poliomielitis. Jonas Salk havia obtingut una vacuna contra aquesta malaltia a partir d'un virus desactivat, però no sabia com produir-la en la gran quantitat que calia per a vacunar milions de persones. Farrell, amb el mètode Toronto, va aconseguir-ne la producció en massa i és el mètodes que es va utilitzar en la producció de la vacuna de la poliomielitis fins a finals de la dècada de 1970.